# Porte Saint-Jean (La Souterraine)
La porte Saint-Jean est un édifice médiéval situé à La Souterraine, en France.

## Généralités
La porte est située à La Souterraine, dans le département de la Creuse, en région Nouvelle-Aquitaine, en France.

## Histoire
La porte Saint-Jean est construite au XIIIe siècle en même temps que l'enceinte médiévale. Il s'agit, avec la porte de Puy-Charraud, des deux seules portes subsistantes de l'enceinte médiévale. La tour est ensuite remaniée plusieurs fois et probablement surélevée au XVe siècle,. 
La tour a servi de prison jusqu'en 1860. Elle est classée au titre des monuments historiques par arrêté du 30 juillet 1920.

## Description
Construite en granit, la tour s'élève sur 25 mètres de hauteur sur une base rectangulaire. Elle est flanquée de deux tourelles en encorbellement et son sommet est couronné par des créneaux et mâchicoulis. Sur la façade, il est à noter la présence de meurtrières cruciformes ainsi que les encoches de passage de herse et des chaînes du pont-levis. Le passage au niveau de la rue se fait sous un arc brisé.
Elle présente trois niveaux, mais n'est accessible que depuis la courtine au premier étage. Le deuxième étage est une pièce simple de 4 mètres sur 1,90 mètres. Le troisième niveau consiste en une plateforme couverte d'un toit de tuiles plates.

## Galerie

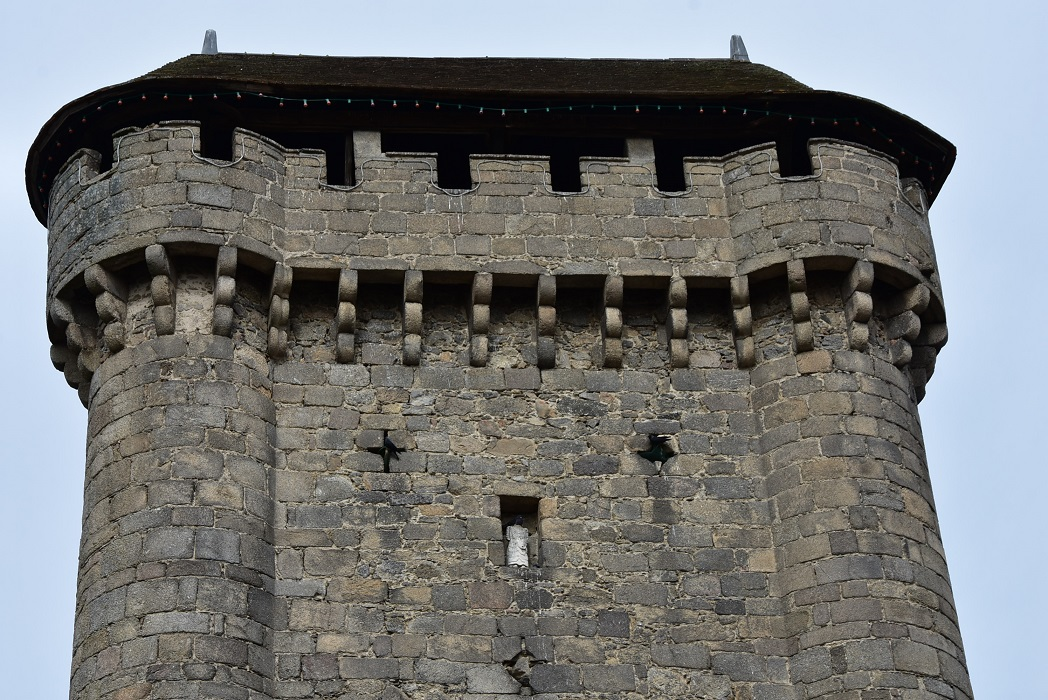
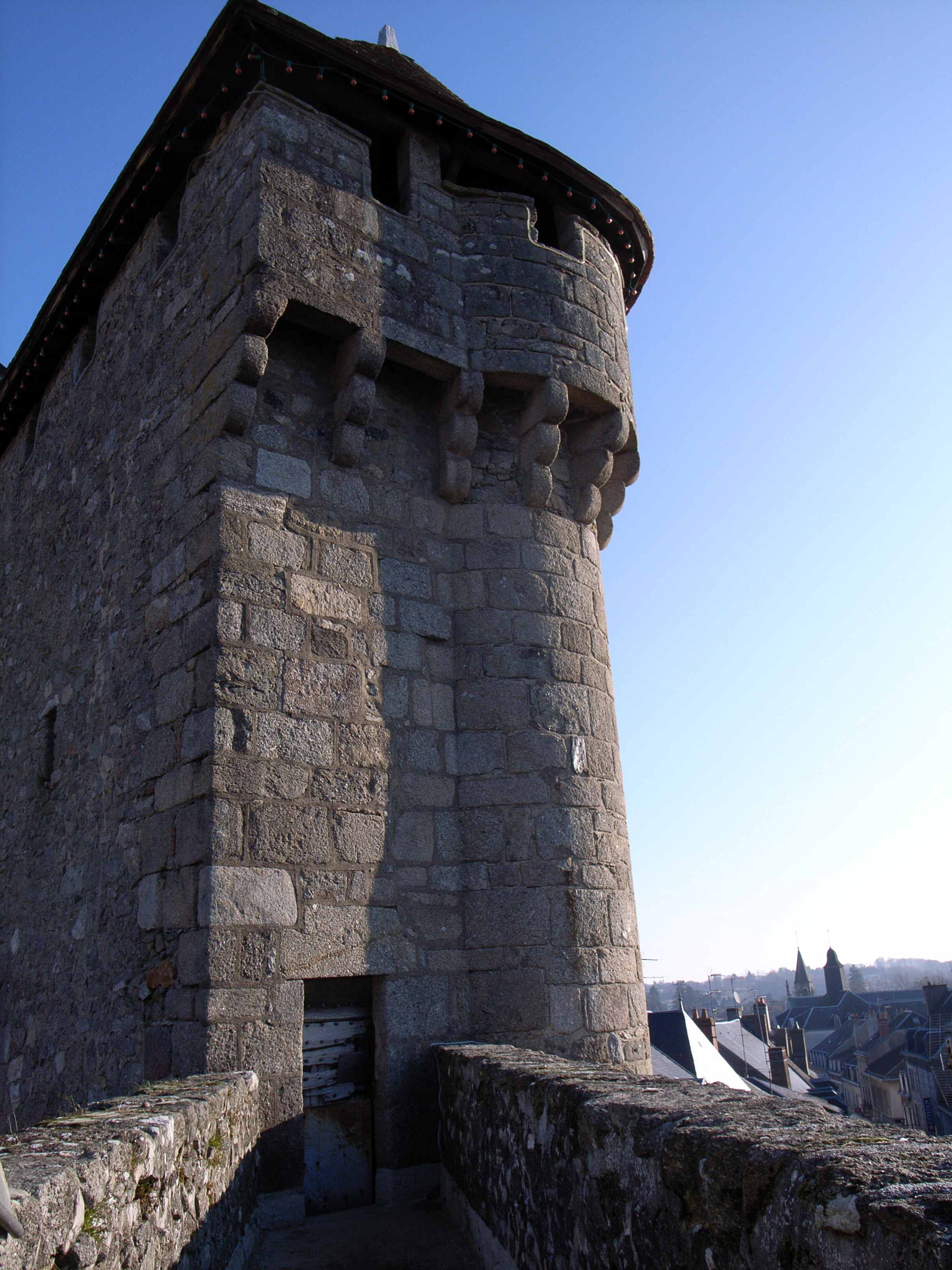
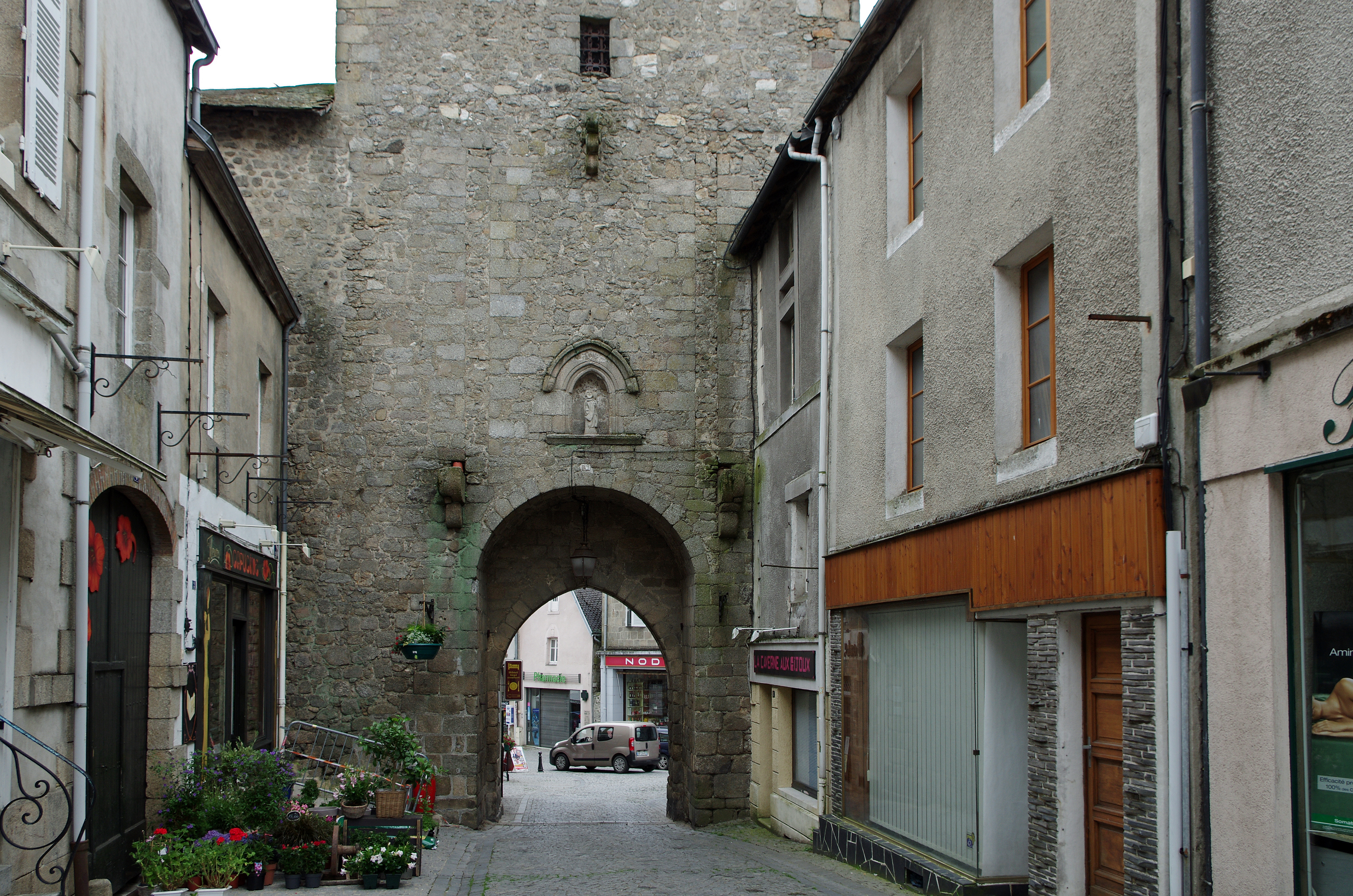
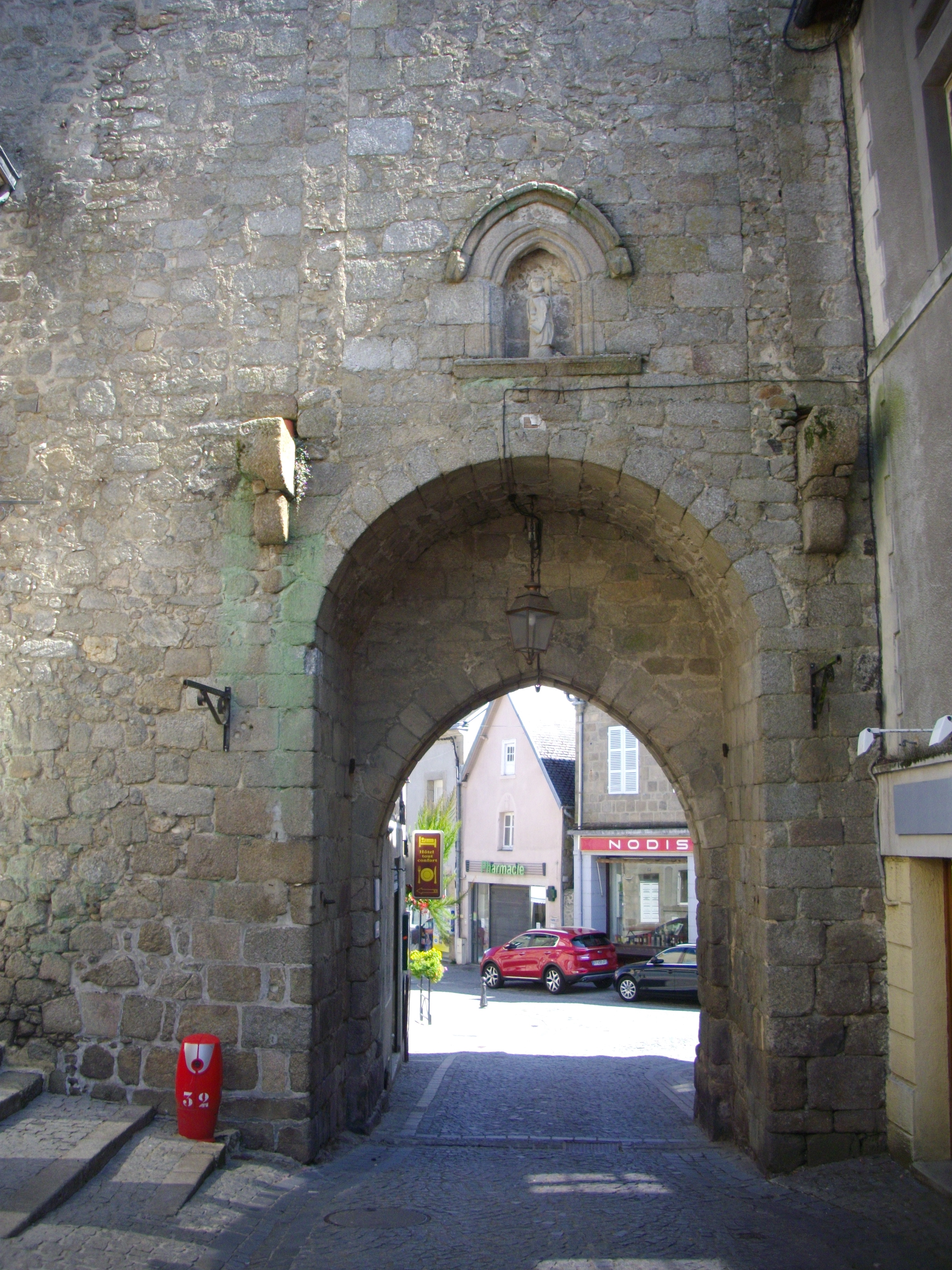